# Bitwa pod Lodi
Bitwa pod Lodi stoczona pomiędzy republikańską armią francuską, pod wodzą młodego Napoleona Bonaparte, a strażą tylną armii austriackiej, pod dowództwem Karla Sebottendorfa. Miała miejsce 10 maja 1796 roku podczas wojny Francji z pierwszą koalicją w okolicach miasta Lodi. Bitwa przesądziła o losie Austriaków, którzy musieli opuścić Lombardię i oddać Mediolan w ręce Francuzów. Zwycięska kampania miała też ogromne znaczenie dla żołnierzy Armii Włoch, którzy nie musieli już narzekać na brak wypłacanego żołdu i wydawanych racji żywnościowych czy wyposażenia. Napoleon, który po bitwie zyskał przydomek Mały Kapral (Le Petit Caporal), zaczął wierzyć we własne siły i w to, że może decydować o losach Europy. Dla Włochów największe znaczenie miało powstanie po bitwie Republiki Transpadańskiej cieszącej się względną suwerennością.

## Preludium
Po pokonaniu na początku kampanii wojsk Królestwa Sardynii, Bonaparte zawarł z Piemontczykami zawieszenie broni 28 kwietnia w Cherasco. Gdy przestali stanowić realne zagrożenie, Napoleon zwrócił swą uwagę na ich sojuszników, czyli armię austriacką dowodzoną przez Johanna Beaulieu. Dysponował 32 377 piechurami zgrupowanymi w czterech dywizjach: Laharpe'a, Augereau, Massény i Séruriera. Kawaleria podzielona była na dwie dywizje – Kilmaine'a i Beaumonta i liczyła 3520 jeźdźców. Przeciwko tym siłom Beaulieu mógł wystawić łącznie 22 000 żołnierzy. W zaistniałej sytuacji dowódca armii austriackiej zdecydował wycofać się i bronić linii rzeki Pad. Wprowadzony w błąd oczekiwał, że Bonaparte przekroczy rzekę w okolicy Valenzy. Nie spodziewał się, że Francuzi pogwałcą neutralność Księstwa Parmy. By odciąć Austriakom drogę odwrotu do Mediolanu Bonaparte dokonał jednego z najbardziej błyskotliwych manewrów w kampanii, przeprowadzając szybki marsz wzdłuż południowego brzegu Padu i przerzucając most w pobliżu Piacenzy. Austriacy dostrzegli niebezpieczeństwo i rozpoczęli pośpieszny odwrót przez Lodi.

## Bitwa

### Manewry przed bitwą
Rankiem około 9-ej francuska straż przednia na szosie prowadzącej do Lodi napotkała oddziały habsburskie. Dallemagne zaatakował z zapałem austriackich grenadierów. Stawiali zacięty opór i dopiero szarża 7.pułku huzarów, na czele z Marmontem zmusiła Austriaków do wycofania. Po drugiej stronie szosy, ze swoimi grenadierami, atakował Lannes. Kolumna nieprzyjaciela cofała się w nieładzie w stronę Lodi. Miasto nie mogła stawiać długiego
oporu. Położone było na małym wzniesieniu otoczonym 3 metrowym murem – nie posiadało bastionów ani fos. Dodatkowo Austriacy nie zdążyli zamknąć bram.
Żołnierze wdarli się na mury i usunęli przeszkody ustawione przez mieszkańców. Walki trwały do południa. W ich czasie Francuzi walczyli w całym mieście i zaskoczyli część habsburskich batalionów zajętych przygotowaniem posiłku. Francuzi zyskiwali przewagę i pokonali oddziały Roselminiego. Austriaccy ułani kilka razy szarżowali, ale szwadron 10.pułku szaserów zdołał odeprzeć ich atak. Za uciekającymi w kierunku mostu Austriakami podążały siły republikańskie zatrzymane jednak przez salwę armat z drugiego brzegu Addy. Do Lodi to samą drogą co Dallamagne podążał Masséna. Inną szosą maszerowały siły Augereau. Dywizja Séruriera w tym samym czasie osiągnęła Piacenze.
Sebottendorff nie zamierzał walczyć z przewyższającymi siłami republikańskimi. Dlatego przeprawił się przez rzekę i oczekiwał na Roselminiego, który kierował ewakuacją magazynów. Dysponując siłą około 10 000 ludzi ustawił swoją piechotą w dwie linię i postawił baterie sześciu dział bezpośrednio przed mostem. Pozostałe 8 armat umieścił na flankach. Sam na czele kawalerii zajął pozycję w odwodzie. Uznał, że Napoleon nie odważy się szturmować mostu i zamierzał dołączyć do armii Bealiu w Cremie.

### Szturm na most
Gdy tylko Napoleon dotarł do Lodi pod gradem pocisków ustawił na przeciwległym brzegu dwa lekkie działa. Przez kilka następnych godzin młody Korsykanin ustawiał z szefem sztabu artylerii Sugnym armaty, aż w końcu ich liczba osiągnęła 30. Bateria francuska nieustannie odpowiadała na ogień 14 austriackich dział. Jednak ten pojedynek artyleryjski nie wyrządził nikomu większej szkody. Uniemożliwił jednak wysadzenie mostu. Jedyną ofiarą był pomnik św. Jana Nepomucena, patrona Lodi, stojący u wejścia mostu i pozbawiony głowy przez austriacki pocisk.
Most – w czasie bitwy – był starą drewnianą budowlą opartą na solidnych palach, a jego długość dochodziła do około 250 metrów. Napoleon z dzwonnicy kościoła w Lodi około 17:00 zobaczył pierwsze oddziały brygady Cervoniego z dywizji Masseny. Beaumont zgodnie z rozkazami Napoleona udał się w poszukiwaniu brodu w pobliżu miejscowości Bosco Mezzano i Geraldo. Zabrał ze sobą 4 lekkie działy, które opóźniły przeprawę przez rzekę. W tym czasie generał Bonaparte wsiadł na konia i zwrócił się do ustawionych w szyku żołnierzy:

Zwycięstwo wzywa zwycięstwo. Jesteście tymi samymi dzielnymi, którzy odnieśli już tyle triumfów, pokonali tyle armii, zdruzgotali tyle murów. Wróg boi się Was i kryje za rzeką. Czy myśli on – ów Beaulieu, tak wiele razy zwyciężony – że ten krótki most zatrzyma francuskich republikanów? Złudna kalkulacja, próżna nadzieja! Przeszliście Pad, królową rzek – czyż nędzna Adda może Was zatrzymać? Kiedy pokonacie tę ostatnią przeszkodę – bogaty Mediolan będzie należał do Was. Atakujcie zatem bez wahania, zapiszcie swoje imię pośród niezwyciężonych. Republika na Was patrzy i wynagrodzi Wasze trudy. Cały świat Was obserwuje i drży na wieść o Waszych zwycięstwach. To tutaj zaczyna się podbój Italii, to tutaj przydacie imieniu francuskiemu nimbu nieśmiertelności.

Napoleon drażnił się jeszcze trochę z sabaudzkimi karabinierami, zagrzewając ich do waleczności i doniosłych czynów. Około godziny 18:00 zwarta kolumna na czele z Dupasem wymaszerowała z miasta. Dobosze zagrali do ataku i żołnierze z okrzykiem "Niech żyje Republika!" rzucili się na most. Salwa armat i austriackich muszkietów zmiotła wielu grenadierów znajdujących się na czole kolumny. Dupas rzucił się w sam środek walki. Oficerowie ze sztandarami w ręku – Berthier, Masséna, Lautour, Reille, Lannes, Monnier – szybko go dogonili i walczyli w pierwszym szeregu inspirując swoich żołnierzy. Niektórzy karabinierzy rzucili się do rzeki, przedostali się na brzeg, rozwijali tyralierę i strzelali do Austriaków. Most zdobyto i odepchnięto pierwszą linię Nicolettiego. Jednak Sebottendorff rzucił do walki drugą linię i dał rozkaz do ataku kawalerii neapolitańskiej, która zaatakowała rannych Francuzów. Otoczeni z trzech stron ponieśli wysokie straty. Wtedy, do Lodi wmaszerowała dewizja Masseny prowadzona przez Jouberta. Oddziały republikańskie wytrzymały napór nieprzyjaciela, a z pomocą nowo przybyłych posiłków przeszli do kontrataku. Na drodze z Cassano pojawił się Ordener z 300 kawalerzystami. Natychmiast zaatakował prawe skrzydło Austriaków. Na pole bitwy docierały kolejne pułki francuskie Augereau i Rusci. W tej sytuacji Sebottendorff dał rozkaz, swoim wycieńczonym oddziałom, odwrotu w kierunku Cremy. W pościg za uciekającymi Austriakami udał się przybyły do Lodi Beaumont.

## Po bitwie
Straty obu armii były stosunkowo małe. Francuzi stracili około 500 ludzi. Bitwa nie zakończyła się pogromem straży tylnej, ponieważ na czas nie dotarła kawaleria Beaumonta. Austriacy stracili około 2 tysiące ludzi. 153 zabitych, 182 rannych i 1701 jeńców oraz wielu zaginionych. W dodatku Austriacy stracili około 16-25 armat. Choć straty były niezbyt duże Beaulieu bał się wydać decydującą bitwę Napoleonowi i wycofał się z Lombardii w kierunku twierdzy Mantua. Francuzi wkroczyli do Mediolanu i proklamowali Republikę Transpadańską.

## Upamiętnienie
Bitwa ta jest wymieniona na Łuku Triumfalnym w Paryżu.

### Literatura
- Mała Encyklopedia Wojskowa, Wydawnictwo Ministerstwa Obrony Narodowej, Warszawa 1967, Wydanie I, Tom 2
- Kampania Wiosenna 1796 roku we Włoszech, Wydawnictwo NapoleonV, Oświęcim 2015, Tom 2